# 폴로네즈 Op. 40 (쇼팽)
폴로네즈 A장조 Op. 40, No. 1 및 폴로네즈 C단조 Op. 40, No. 2은 1838년 프레데리크 쇼팽이 작곡했다. A장조의 그는 원래 Tytus Woyciechowski 에게 헌정하려고 했지만 결국 쇼팽은 Julian Fontana 의 이름을 두 작품의 헌정자로 배치했다.

## 폴로네이즈 A장조 Op. 40, 1번
시작은 A장조 코드로 시작하여 전형적인 폴로네즈 리듬으로 계속된다. 그런 다음 트리오 중간에 키가 D 장조 로 변경되고, 그 후 반복 기호를 무시하는 것 외에는 변경 없이 오프닝이 반복된다.

## 폴로네이즈 다단조 Op. 40, 2번
두 번째 폴로네즈의 메인 테마는 C단조 로 시작하는 오른손의 고른 화음의 고른 리듬과 옥타브에서 연주되는 왼쪽의 선율에 오른손. 그것은 전형적인 폴로네이즈 리듬을 통합하는 A♭ 장조의 트리오 섹션 있다.